# とんぼの本
とんぼの本（とんぼのほん）は、新潮社の図版叢書。1983年に創刊、美術・生活・旅・歴史などのカルチャーをテーマを出す入門兼案内書である。最初の出版は『やきもの鑑定入門』、『竹久夢二写真館「女」』、『K2に挑む』の3冊。2013年10月現在347冊に出版、うち176冊が再版している。『芸術新潮』特集号の改訂版を多く刊行している。
著名人には伊藤まさこ（スタイリスト）、川瀬敏郎（花人）、中谷美紀（女優）、中村好文（建築家）、原田マハ（作家）が「私の大好きなとんぼの本」を紹介している。
2013年の創刊30周年を機に、新しいロゴのシンボルマークに変更。デザイン担当は画家のnakabanである。